# Johnny Gioeli

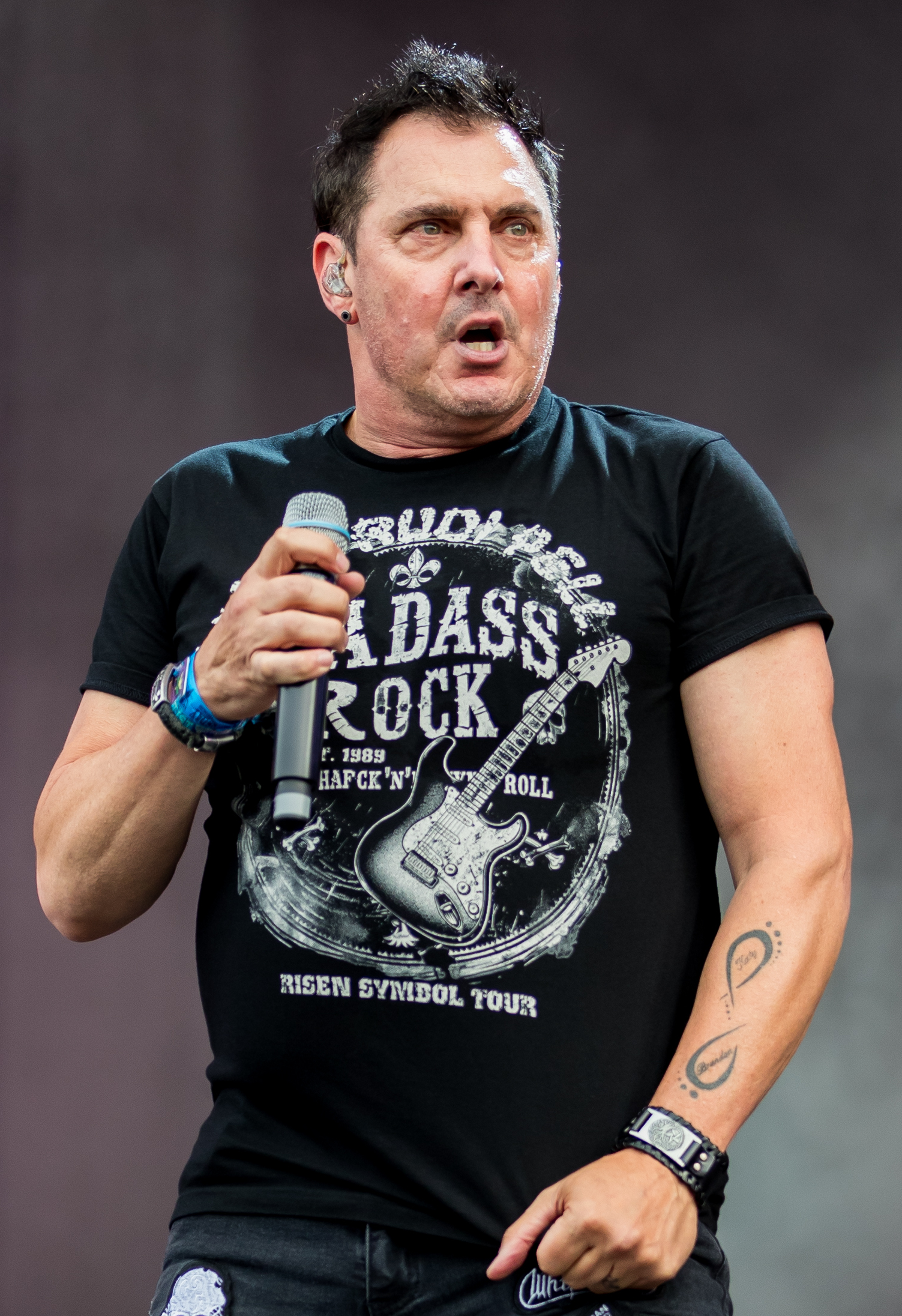
Johnny Gioeli (2024)

Johnny Gioeli (* 5. Oktober 1967 in Brooklyn, New York) ist ein US-amerikanischer Rocksänger.

## Biografie
Gioelis musikalische Karriere begann in den frühen 80er Jahren nach der Gründung der Band Phaze mit seinem älteren Bruder, Joey. Sie nannten die Band anschließend in Brunette um und versuchten ihr Glück in Hollywood. Einige Demoaufnahmen brachten jedoch nicht den gewünschten Erfolg und so lösten sie die Gruppe wieder auf. Johnny Gioeli und sein Bruder gründeten anschließend die Band Hardline zusammen mit Journey-Gitarrist Neal Schon und veröffentlichten 1992 das Album Double Eclipse. Eine US-Tournee mit Mr. Big und den Electric Boys folgte. Die Gruppe konnte eine Chartplatzierung in den Newcomercharts des Billboard-Magazin erreichen. Nachdem Paul Atkinson, Hardlines AOR-Manager, die Plattenfirma MCA Records verlassen hatte, kam es zu Streitigkeiten mit seinem Nachfolger und die Gruppe zerbrach. Anschließend zogen sich Johnny und sein Bruder ins Familienleben zurück.
1998 schloss sich Johnny Gioeli Axel Rudi Pells Band an und sang insgesamt zehn Studioalben mit dem Gitarristen ein. Mit Crush 40 gründete er außerdem ein Projekt mit Jun Senoue, das für den Konzern Sega die Musik zu mehreren Sonic-Videospielen erstellte.
2002 reaktivierte Gioeli mit seinem Bruder Hardline. Bobby Rock (Schlagzeug) von Brunette und Keyboarder Michael T. Ross (Angel) unterstützten das Brüderpaar. Zusammen spielten sie das Album II (2002) ein. 2003 erschien ein Livealbum und 2009 das Album Leaving the End Open. Das bis dato letzte Werk "Life" erschien 2019.
Johnny Gioeli arbeitet nebenbei bei einer Internet-Firma.

## Diskografie

### Mit Accomplice
- She’s on Fire (2006)

### Mit Axel Rudi Pell
- Oceans of Time (1998)
- The Ballads II (1999)
- The Masquerade Ball (2000)
- The Wizards’s Chosen Few (Kompilation, 2000)
- Shadow Zone (2002)
- Knights Live (2002)
- Kings and Queens (2004)
- The Ballads III (2004)
- Mystica (2006)
- Diamonds Unlocked (2007)
- Tales of the Crown (2008)
- The Crest (2010)
- The Ballads IV (2011)
- Circle of the Oath (2012)
- Into the Storm (2014)
- Game of Sins (2016)
- Knights Call (2018)
- Sign of the Times (2020)
- Diamonds Unlocked II (2021)
- Lost XXIII (2022)
- Dark Waves of the Sea (2010)
- Risen Symbol (2024)

### Mit Hardline
- Double Eclipse (1992)
- II (2002)
- Live at the Gods (Live CD/DVD, 2003)
- Leaving the End Open (2009)
- Danger Zone (2012)
- Human Nature (2016)
- Life (2019)
- Heart, Mind and Soul (2021)

### Mit Crush 40
- Sonic Adventure Vocal mini-Album (Songs with Attitude) (1998)
- Thrill of the Feel (2000), damals noch unter dem Namen Sons of Angels
- Crush 40 (2003)
- Triple Threat: Sonic Heroes Vocal Trax (2003)
- Shadow the Hedgehog: Lost And Found Original Soundtrack (2006)
- Sonic the Hedgehog Vocal Traxx: Several Wills (2007)
- True Blue: The Best of Sonic the Hedgehog (2008)
- Face to Faith: Sonic and the Black Knight Vocal Trax (2009)
- The Best of Crush 40: Super Sonic Songs (2009)
- True Colors: The Best of Sonic the Hedgehog Part 2 (2009)
- Sonic Free Riders: Break Free Original Soundtrack (2010)
- Song Of Hope (Single, 2011)
- Sonic the Hedgehog CD Original Soundtrack 20th Anniversary Edition (2011)
- One of Those Days (Single, 2012)
- Rise Again (Single, 2012)
- Sonic Youth (Single, 2012)
- Crush 40 (EP, 2012), Summer Of Sonic 2012 exklusiv
- Live! (2012)
- 2 Nights 2 Remember (2015)
- Green Light Ride (Single, 2018)
- Driving Through Forever - The Ultimate Crush 40 Collection (2019)

### Weitere Veröffentlichungen
- Brunette - Demos 89-90 (Kompilation, 1990)
- Genius: Rock Opera - Episode 2 In Search Of The Little Prince (2005)
- Voices of Rock - MMVII (2007)
- Set the World on Fire (mit Deen Castronovo, 2018)
- One Voice (2018)
- Heaven in Flames (Single 2024)